# Otto Keil
Otto Keil (* 16. Februar 1905 in Gotha; † 20. November 1984 in Sonneberg) war ein deutscher bildender Künstler und Kunstpädagoge.

## Leben
Otto Keil verbrachte seine Kindheit in Gotha, wo er von 1911 bis 1919 die Volksschule besuchte. In der Schule wurde sein zeichnerisches Talent erkannt, so dass ihm seine Eltern den Besuch der Kunstgewerbeschule in Erfurt ermöglichten. An der Kunstgewerbeschule erlernte er bei Carl Melville das Modellieren mit plastischem Material. 1923 begann er in Gotha eine einjährige Ausbildung zum Holzbildhauer und studierte von 1924 bis 1928 an der Akademie der Bildenden Künste in Dresden. 
Nach dem Studium arbeitete er als freischaffender Künstler in Gotha. Durch Ausstellungen in Thüringen ergaben sich Kontakte zur Porzellanindustrie und zur Staatlichen Keramischen Fachschule in Lichte. Zunächst begann er in Lichte als Lehrer für Zeichnen und Modellieren. Durch die Kooperation mit der Fachschule in Selb wurde Fritz Klee auf ihn aufmerksam, der ihn förderte und sein Interesse an der Porzellankunst vertiefte. 1931 wurde Otto Keil zum Direktor der Fachschule in Lichte berufen. Neben seiner Lehrtätigkeit arbeitete er auch freischaffend als Modelleur und übernahm Aufträge von der Porzellanfabrik Lorenz Hutschenreuther und der Porzellanmanufaktur Meißen. 1935 unternahm er eine Studienreise nach Italien. Zum 1. August 1935 trat er der NSDAP bei (Mitgliedsnummer 3.703.023). Als Karl Staudinger 1938 als Direktor der Industrieschule Sonneberg zurücktrat, übernahm er dessen Position und führte die Schule unter Beibehaltung der von Staudinger geprägten künstlerischen und kunstpädagogischen Ausrichtung weiter. Durch seine Arbeit in Sonneberg gewann Otto Keil, der mit dem in Sonneberg wohnenden Bildhauer Carl Melville befreundet war, die fachliche Anerkennung und Freundschaft Staudingers. 1939 besuchte Otto Keil Italien auf einer zweiten Studienreise. Den Niedergang der Industrieschule Sonneberg während des Zweiten Weltkriegs konnte er nicht verhindern. 1944 wurde die Schule geschlossen und Otto Keil blieb als freischaffender Künstler in Sonneberg. 
Nach dem Krieg beteiligte er sich an der Gründung des Kulturbundes in Thüringen und wurde 1950 Kreisvorsitzender der Sektion Bildende Künste. In dieser Funktion blieb er mit der früheren Industrieschule Sonneberg, die sich nach dem Krieg unter der Leitung von Hans Döbrich  (* 1915) zur Fachschule für angewandte Kunst entwickelt hatte, und den daraus hervorgegangenen Kunstschaffenden, wie Werner Stötzer, Gerhard Rommel oder Franz Kürschner (1929–1973) als Förderer verbunden. 1950 organisierte er die erste Kunstausstellung in Sonneberg nach dem Krieg. 1953 wurde er Direktor des Deutschen Spielzeugmuseums. Als Direktor des Museums war Otto Keil insbesondere nach dem 13. August 1961 stark beansprucht, als Sonneberg bis 1972 im Sperrgebiet lag. Das Spielzeugmuseum war für auswärtige Besucher nicht mehr frei, sondern nur mit Passierschein erreichbar und daher andauernd von Schließung bedroht. Mit großem Engagement und vielen Präsentationen und Ausstellungen im In- und Ausland gelang es ihm, den Standort Sonneberg gegen alle Bedrohungen durch DDR-Institutionen auf Bezirks- und Staatsebene zu erhalten. 1972 wurde Sonneberg aus dem Sperrgebiet ausgegliedert und Otto Keil konnte als Direktor des Deutschen Spielzeugmuseums beruhigt in den Ruhestand gehen. Als Rentner nahm er wieder seine Tätigkeit als freischaffender Künstler auf. 
Keil war seit 1953 mit der Bildhauerin Ingeburg Keil-Tschechene (1919–1981) verheiratet.
Die Stadt Sonneberg ehrt Keil, indem sie eine Straße nach ihm benannte.